# 1504 en science
| Années de la science : 1501 - 1502 - 1503 - 1504 - 1505 - 1506 - 1507    |
| Décennies de la science : 1470 - 1480 - 1490 - 1500 - 1510 - 1520 - 1530 |

Cet article présente les faits marquants de l'année 1504 en science.

## Événements
- Nuit du 29 février au 1er mars, Jamaïque : Christophe Colomb utilise une éclipse de Lune pour effrayer les indigènes et obtenir des vivres[1].
- 7 novembre : retour du IVe Voyage de Christophe Colomb dans le port de Sanlúcar de Barrameda[2].

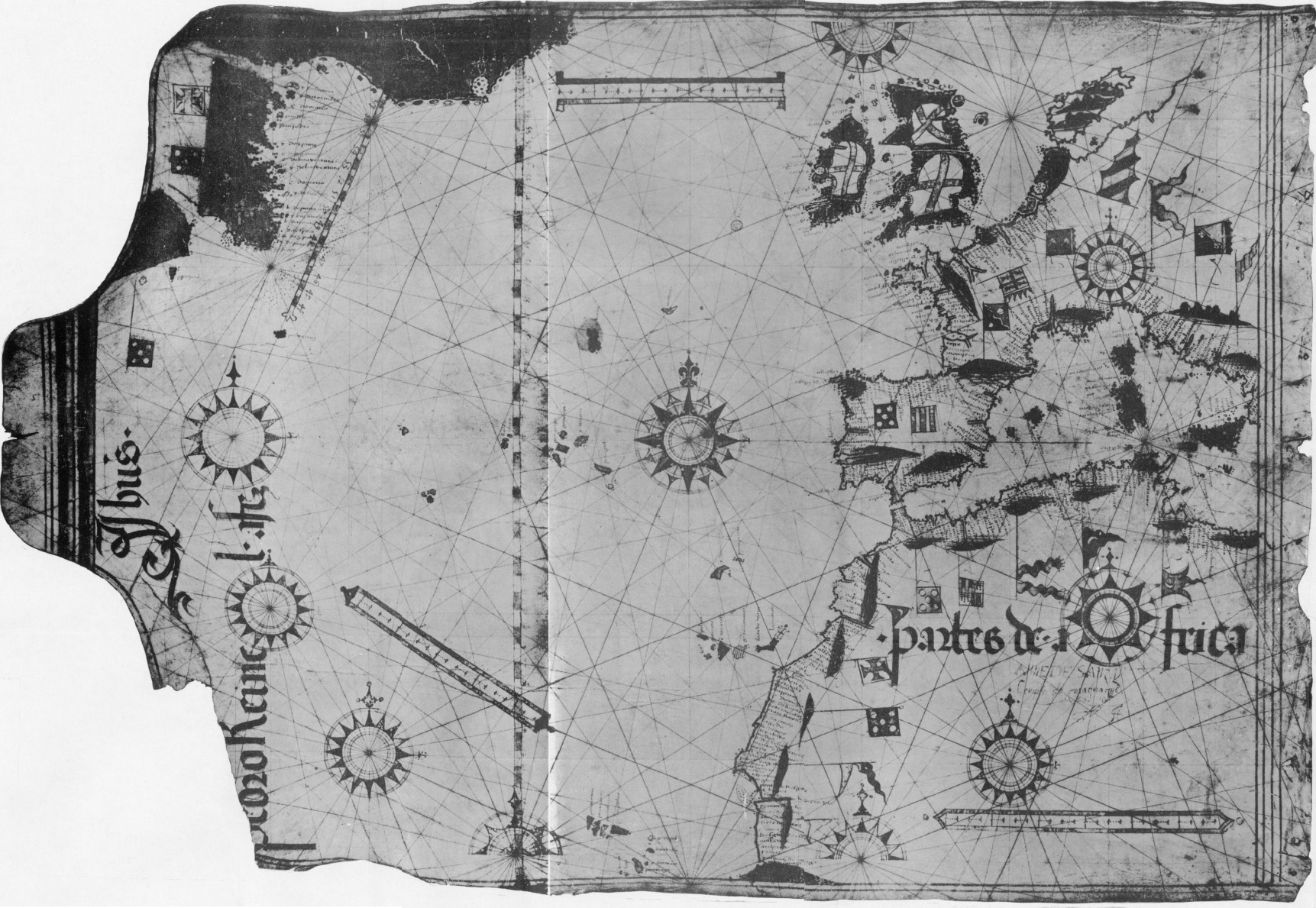
Carte de Pedro Reinel

- Pedro Reinel produit une carte de l'Atlantique, première carte marine avec une échelle de latitudes et une rose des vents orientée vers le Nord avec une fleur de lys clairement établie[3].
- Vers 1504-1508 : l'horloger Peter Henlein, de Nuremberg fabrique des montres portatives[4].

## Publications
- 23 décembre : publication à Paris du Stratêgikos d'Onosandre, traité d'art militaire, à la suite du travail de Nikolaos Sekoundinos, de Jacques Lefèvre d'Étaples et de l'imprimeur Josse Bade[5].

## Naissances
- Charles Estienne (mort en 1564), médecin, imprimeur et écrivain français.

## Décès
- 15 ou 18 août : Domenico Maria Novara (né en 1454), astronome italien.